# Kamehime
Kamehime (亀姫 (Quy Cơ) 27 tháng 7 năm 1560 - 1 tháng 8 năm 1625) là một nhân vật lịch sử Nhật Bản sống trong thời kỳ Chiến quốc. Bà là con gái lớn của Tướng quân Tokugawa Ieyasu với chính thất của ông, Trúc Sơn Điện. Bà kết hôn với Okudaira Nobumasa, sau này, vợ chồng bà đã sống trong Thành Nagashino. Bà được biết đến trong lịch sử vì đã giúp đỡ chồng mình rất nhiều khi Trận Nagashino đang diễn ra. Không những thế, bà còn giúp chồng và Torii Suneemon đánh bại quân đội của kẻ thù và gửi lời yêu cầu quân viện trợ đến cha mình, Tướng quân Ieyasu ở Okazaki và tham gia bảo vệ Thành Nagashino. Sau khi cha bà qua đời, bà đã chiếm vai trò chủ yếu trong việc lật đổ Honda Masazumi, vốn không gây thiện cảm với bà.
Năm 1625, Kamehime qua đời, hưởng thọ 66 tuổi. Bà còn được biết với Pháp danh là Seitokuin. Sau khi qua đời, bà được chôn cất tại đền Kokoku-ji.

## Gia quyến
- Thân phụ: Tokugawa Ieyasu
- Thân mẫu: Trúc Sơn Điện
- Chồng: Okudaira Nobumasa
- Con cái: 
  - Okudaira Iemasa (1577-1614) thuộc Lãnh địa Utsunomiya.
  - Matsudaira Ieharu (1579-1592).
  - Matsudaira Tadaaki
  - Okudaira Tadamasa
  - Một con gái (Không rõ tên) kết hôn với Okubo Tadatsune thuộc Lãnh địa Kisai.

## Di sản
Kể từ tháng 4 năm 2008, hình ảnh Kamehime đã trở thành biểu tượng cho một chương trình phim tài liệu được sản xuất tại thành phố Shinshiro, tỉnh Aichi. Con đường phía trước Đền Kokoku-ji, nơi chứa lăng mộ của bà, đã được gọi là "Kamehime-dori" sau công việc tái phát triển khu vực trước Nhà ga Shinshiro.